# Azul verde
El azul verde o cerceta es el color o los colores que se perciben como intermedios entre el azul y el verde, sin que uno de estos últimos predomine sobre el otro. Ocasionalmente se le llama color cerceta, en referencia al color del rostro del pato cerceta común macho. Equivale a un tono cian oscuro, por lo que este color puede ser producido emitiendo una baja cantidad de luz cuya longitud de onda dominante se encuentre entre los 486 y 493 nm.
A la derecha se proporciona una muestra del azul verde estándar.

## Sinonimia y ortografías alternativas
También se dice verde azul y verdiazul, y puede escribirse verde–azul y azul–verde. También existen las denominaciones azul cerceta y verde cerceta.

## Comparación con colores próximos
Debajo se dan muestras de las coloraciones próximas al azul verde, a fin de facilitar su comparación entre sí.

En los diagramas y círculos de colores de doce tonalidades, el azul verde se ubica entre el verde y el cian; y en los de veinticuatro, entre el verde azulado y el azul verdoso.

## Propiedades
El azul verde se incluye entre los colores fríos. En el espectro newtoniano y en la representación tradicional del arco iris, el azul verde, junto con el azul verdoso, se agrupan generalmente con el azul, quinto color de esas escalas.

## Coloraciones azul verdes
| Nombre              | Muestra | Cod. Hex. | RGB | RGB | RGB | HSV  | HSV  | HSV |
| ------------------- | ------- | --------- | --- | --- | --- | ---- | ---- | --- |
| Azul Tiffany        |         | #81D8D0   | 129 | 216 | 208 | 174° | 40%  | 85% |
| Calipso             |         | #00DDF3   | 0   | 221 | 243 | 185° | 100% | 95% |
| Turquesa            |         | #5DC1B9   | 93  | 193 | 185 | 175° | 52%  | 76% |
| Cardenillo o verdín |         | #6DC1AE   | 109 | 193 | 174 | 166° | 44%  | 76% |
| Acua                |         | #66ADA4   | 102 | 173 | 164 | 172° | 41%  | 68% |
| Glauco              |         | #008094   | 0   | 128 | 148 | 188° | 100% | 58% |
| Viridián            |         | #128385   | 18  | 131 | 133 | 181° | 86%  | 52% |
| Azul cerceta        |         | #367588   | 54  | 117 | 136 | 194° | 60%  | 53% |
| Verde cerceta       |         | #317874   | 49  | 120 | 116 | 177° | 59%  | 47% |
| Cerceta             |         | #004958   | 0   | 73  | 88  | 190° | 100% | 35% |

### Colores web
Uno de los colores más representativos del azul verde es el denominado Teal, que se significa «cerceta» en referencia al color del rostro del pato cerceta macho (Anas crecca):
|      | Cerceta (Teal)      |
| HTML | #008080             |
| RGB  | (0, 128, 128)       |
| HSV  | (180°, 100 %, 25 %) |

Los colores web establecidos por protocolos informáticos para su uso en páginas web incluyen los azules verdosos que se muestran abajo. En programación es posible invocarlo por su nombre, además de por su valor hexadecimal. 
| Nombre HTML         | Código hex R G B | Código decimal R G B | Código H S L  |
| ------------------- | ---------------- | -------------------- | ------------- |
| Colores azul verdes |                  |                      |               |
| LightCyan           | E0FFFF           | 224 255 255          | 180° 100% 94% |
| PaleTurquoise       | AFEEEE           | 175 238 238          | 180° 65% 81%  |
| Aquamarine          | 7FFFD4           | 127 255 212          | 160° 100% 75% |
| Aqua / Cyan         | 00FFFF           | 0 255 255            | 180° 100% 50% |
| Turquoise           | 40E0D0           | 64 224 208           | 174° 72% 56%  |
| MediumTurquoise     | 48D1CC           | 72 209 204           | 178° 60% 55%  |
| DarkTurquoise       | 00CED1           | 0 206 209            | 181° 100% 82% |
| MediumAquamarine    | 66CDAA           | 102 205 170          | 160° 51% 60%  |
| LightSeaGreen       | 20B2AA           | 32 178 170           | 177° 70% 41%  |
| CadetBlue           | 5F9EA0           | 95 158 160           | 182° 41% 63%  |
| DarkCyan            | 008B8B           | 0 139 139            | 180° 100% 27% |
| Teal                | 008080           | 0 128 128            | 180° 100% 25% |

## Galería

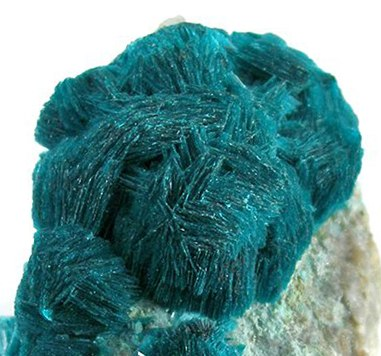
Mineral devillina
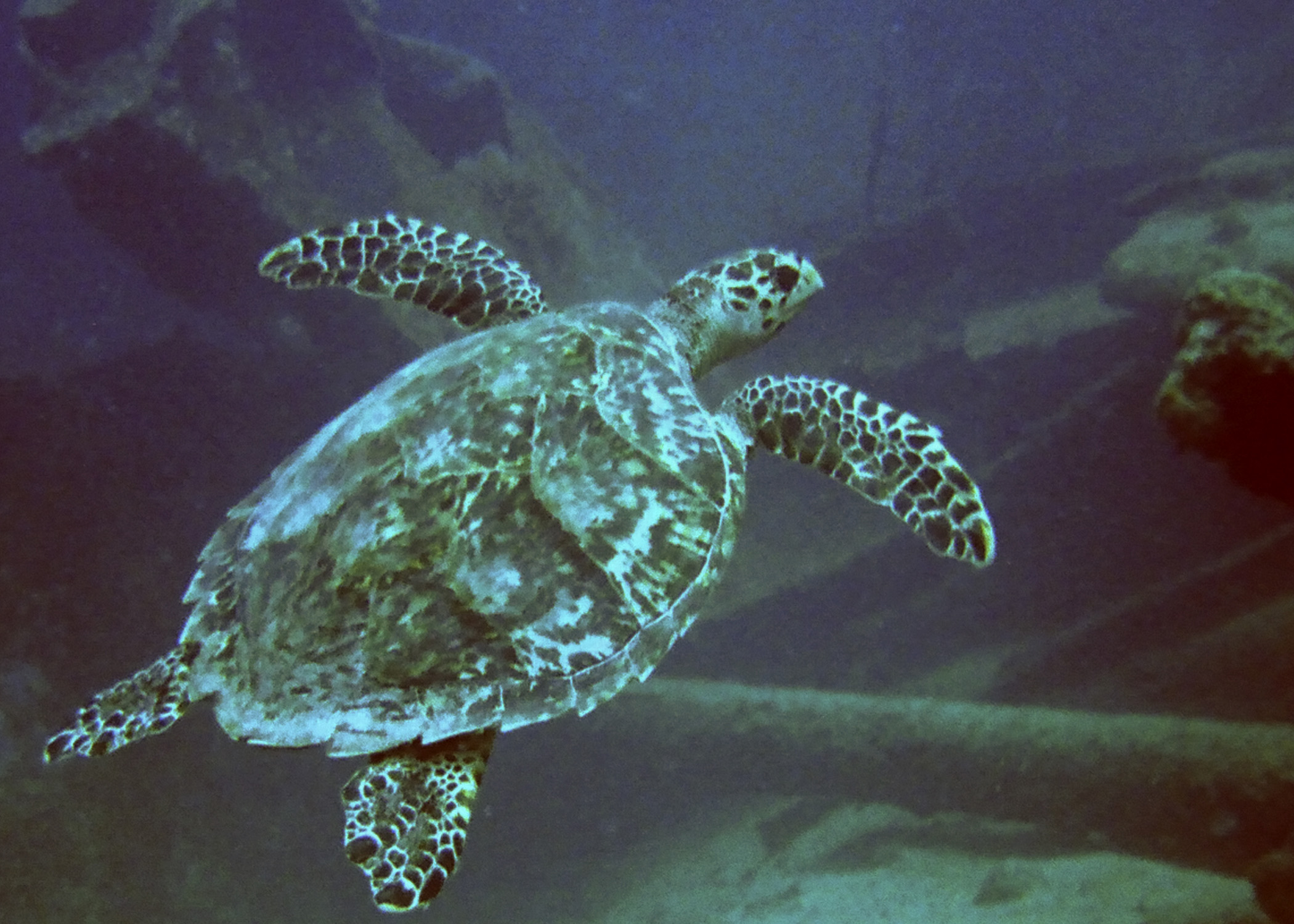
Tortuga carey
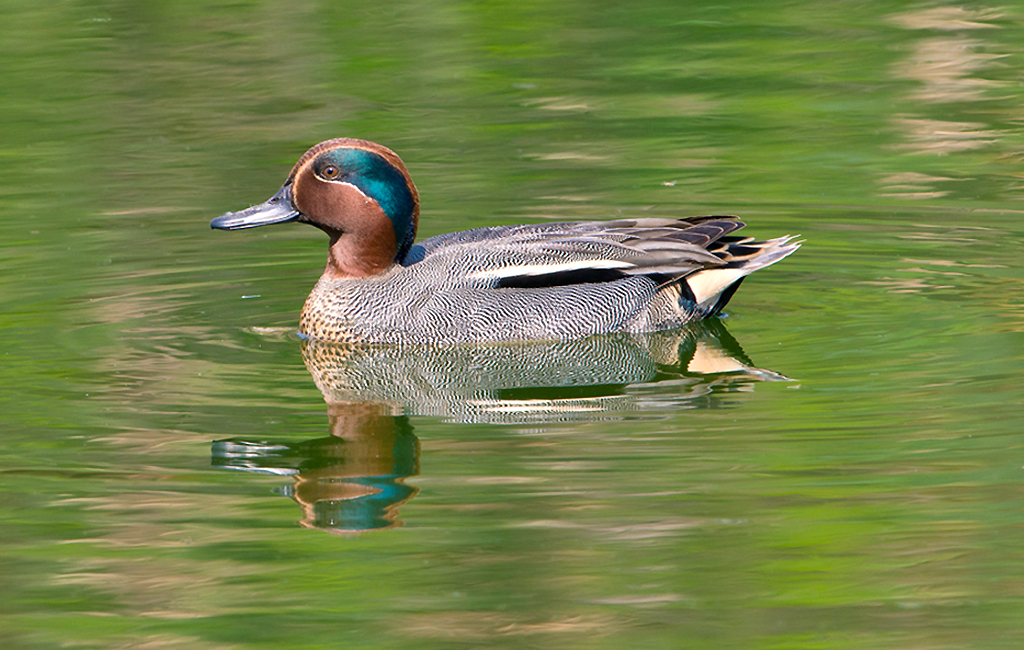
Cara azul verde del pato cerceta macho
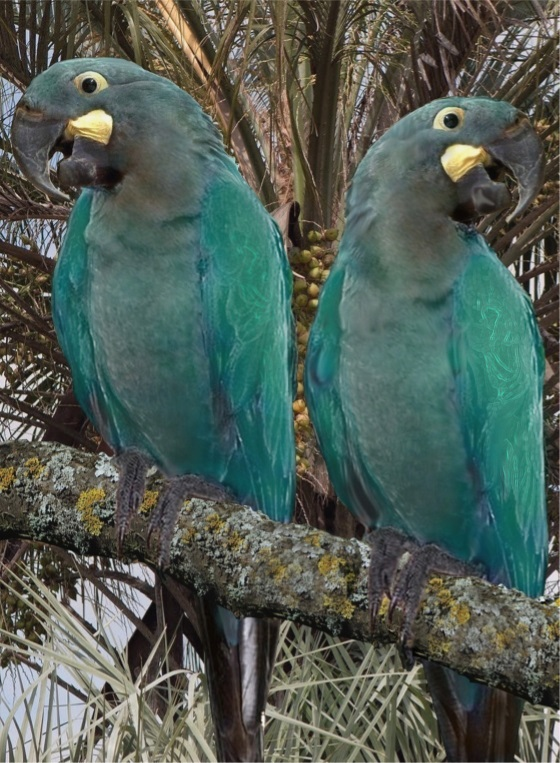
Color glauco del guacamayo glauco
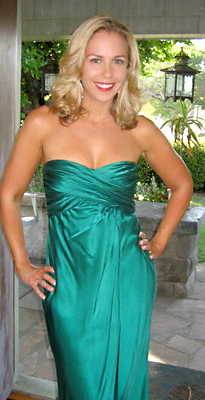
Holly Randall en vestido azul verde
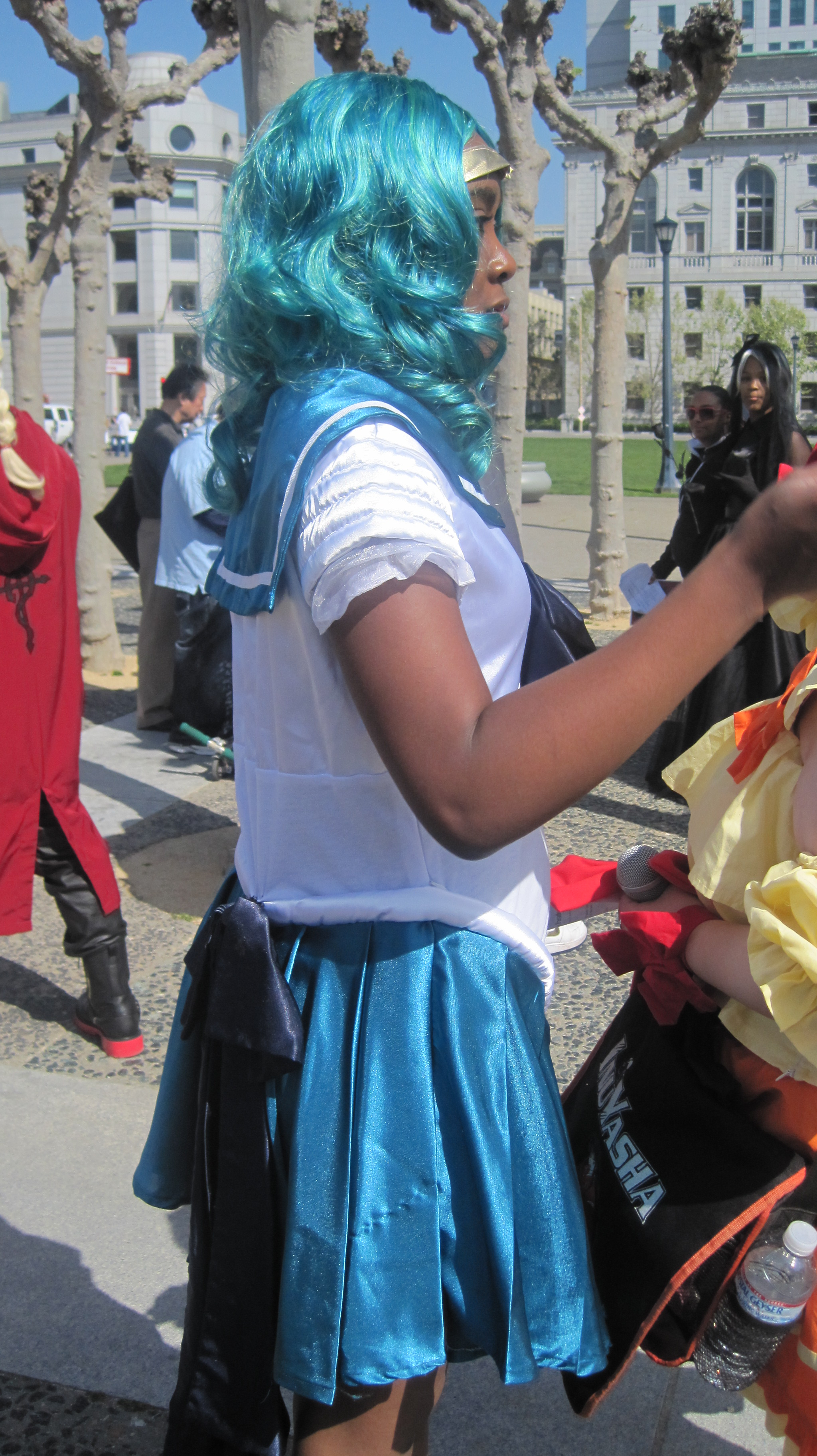
Vestuario y cabello en color azul verdoso
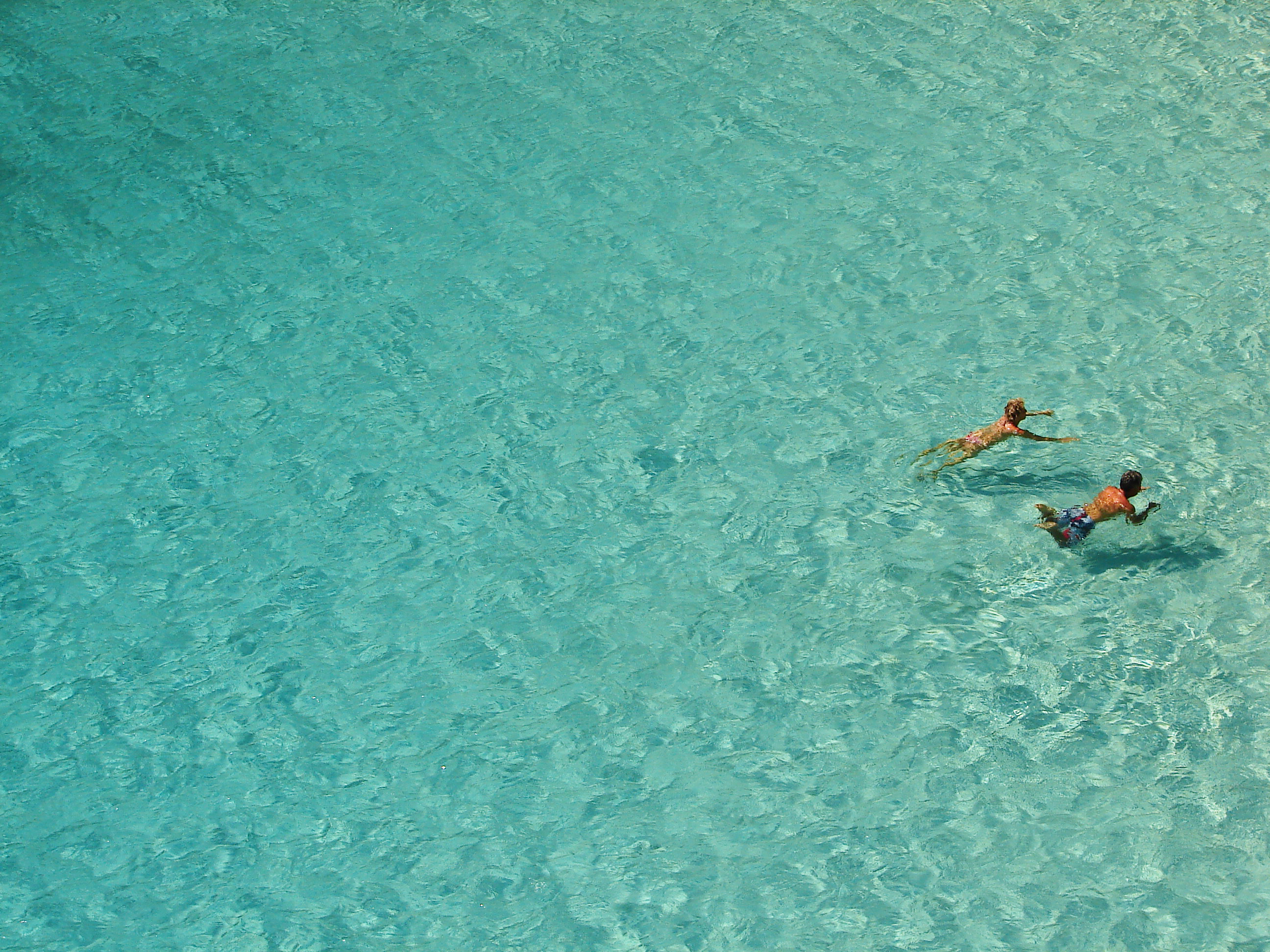
Color acua de las aguas claras poco profundas sobre arena blanca